# Ovodynerus sjoestedti
Ovodynerus sjoestedti är en stekelart som först beskrevs av Cameron 1910.  Ovodynerus sjoestedti ingår i släktet Ovodynerus och familjen Eumenidae. Inga underarter finns listade i Catalogue of Life.